# Tàngara de Wetmore
La tàngara de Wetmore (Tephrophilus wetmorei) és un ocell de la família dels tràupids (Thraupidae) i única espècie del gènere Tephrophilus R.T. Moore, 1934.
Habita la selva humida del sud-oest de Colòmbia, est de l'Equador i nord-oest del Perú.